# New Philadelphia (Pensilvania)
New Philadelphia es un borough ubicado en el condado de Schuylkill en el estado estadounidense de Pensilvania. En el año 2000 tenía una población de 1.149 habitantes y una densidad poblacional de 298.4 personas por km².

## Geografía
New Philadelphia se encuentra ubicado en las coordenadas 40°43′14″N 76°07′02″O / 40.72056, -76.11722.

## Demografía
Según la Oficina del Censo en 2000 los ingresos medios por hogar en la localidad eran de $27,159 y los ingresos medios por familia eran $38,229. Los hombres tenían unos ingresos medios de $29,107 frente a los $20,192 para las mujeres. La renta per cápita para la localidad era de $17,899. Alrededor del 10.6% de la población estaba por debajo del umbral de pobreza.